# Liste der Biografien/Aro
Liste der Biografien |
Portal Biografien |
Personensuche
# |
A |
B |
C |
D |
E |
F |
G |
H |
I |
J |
K |
L |
M |
N |
O |
P |
Q |
R |
S |
T |
U |
V |
W |
X |
Y |
Z |
?
 
Aa |
Ab |
Ac |
Ad |
Ae |
Af |
Ag |
Ah |
Ai |
Aj |
Ak |
Al |
Am |
An |
Ao |
Ap |
Aq |
Ar |
As |
At |
Au |
Av |
Aw |
Ax |
Ay |
Az
 
Ara |
Arb |
Arc |
Ard |
Are |
Arf |
Arg |
Arh |
Ari |
Arj |
Ark |
Arl |
Arm |
Arn |
Aro |
Arp |
Arq |
Arr |
Ars |
Art |
Aru |
Arv |
Arw |
Arx |
Ary |
Arz
Die Liste der Biografien führt alle Personen auf, die in der deutschsprachigen Wikipedia einen Artikel haben. Dieses ist eine Teilliste mit 183 Einträgen von Personen, deren Namen mit den Buchstaben „Aro“ beginnt.

## Aro
- Aro, Erkki (1916–1993), finnischer Orientierungsläufer
- Aro, Jessikka (* 1980), finnische investigative Journalistin
- Aro, Jussi (1928–1983), finnischer Sprachwissenschaftler (Assyriologe)
- Aro, Katju (* 1974), finnische Politikerin
- Aro, Markku (* 1950), finnischer Schlagersänger
- Aro, Oliver P. (* 1961), philippinischer Geistlicher, emeritierter Apostolischer Superior von Tokelau
- Aro, Samuli (* 1975), finnischer Motorradsportler und vierfacher Enduroweltmeister
- Aro, Tiiu (* 1952), estnische Politikerin und Ärztin

### Aroc
- Arocena Olivera, Enrique (* 1933), uruguayischer Wirtschaftshistoriker
- Arocena, Daymé (* 1992), afrokubanische Jazz-Sängerin
- Arocena, Rodrigo (* 1947), uruguayischer Mathematiker, Hochschullehrer
- Aroch, Arie (1908–1974), israelischer Maler und Diplomat
- Arocha, Ángel (1907–1938), spanischer Fußballspieler
- Aroche, Viviana (* 1998), guatemaltekische Langstreckenläuferin

### Arod
- Arodin, Sidney (1901–1948), US-amerikanischer Jazz-Klarinettist und Komponist des Oldtime Jazz und des Swing

### Aroe
- Arøe, Jacob (1803–1870), dänischer Kolonialverwalter in Grönland und Maler

### Arog
- Arogundade, Muslim Aremu (* 1926), nigerianischer Sprinter

### Aroi
- Aroi, Kenos (1942–1991), nauruischer Politiker
- Aroi, Millicent, nauruanische Diplomatin

### Arok
- Arok, Arok Thon († 1998), südsudanesischer Milizionär
- Arok, Ferenc (1932–2021), jugoslawischer Fußballspieler und -trainer
- Arokallio, Elsa (1892–1982), finnische Architektin
- Árokay, Judit (* 1965), ungarische Japanologin
- Arokiaraj, Savarimuthu (* 1954), indischer Geistlicher, römisch-katholischer Bischof von Tiruchirappalli
- Arokiasamy, Marianus (1927–2007), indischer Geistlicher, Erzbischof von Madurai
- Arokiaswamy, Packiam (1921–2003), indischer Geistlicher, Bischof von Tanjore
- Arokodare, Tolu (* 2000), nigerianischer Fußballspieler
- Arokoyo, Gbenga (* 1992), nigerianischer Fußballspieler

### Arol
- Arol, Victoria Yar (1948–1980), sudanesische Politikerin
- Arolas, Eduardo (1892–1924), argentinischer Tangokomponist, Bandoneonist und Bandleader
- Arolas, Juan (1805–1849), spanischer Dichter
- Arolat, Emre (* 1963), türkischer Architekt
- Arold, Bernd (* 1974), deutscher Koch
- Arold, Marliese (* 1958), deutsche Kinder- und Jugendbuchautorin
- Aroldingen, Karin von (1941–2018), deutschamerikanische Balletttänzerin und Primaballerina
- Aroles, Serge, französischer Chirurg und Schriftsteller

### Arom
- Arom, Simha (* 1930), französisch-israelischer Ethno-Musikwissenschaftler
- Aromaa, Kauko (1943–2019), finnischer Kriminologe und Hochschullehrer

### Aron
- Aron Gunnarsson (* 1989), isländischer Fußballspieler
- Aron Knútsson (* 1995), isländischer Eishockeyspieler
- Aron Kristjánsson (* 1972), isländischer Handballspieler und -trainer
- Aron Pálmarsson (* 1990), isländischer HandballspielerAron Pálmarsson (* 1990)

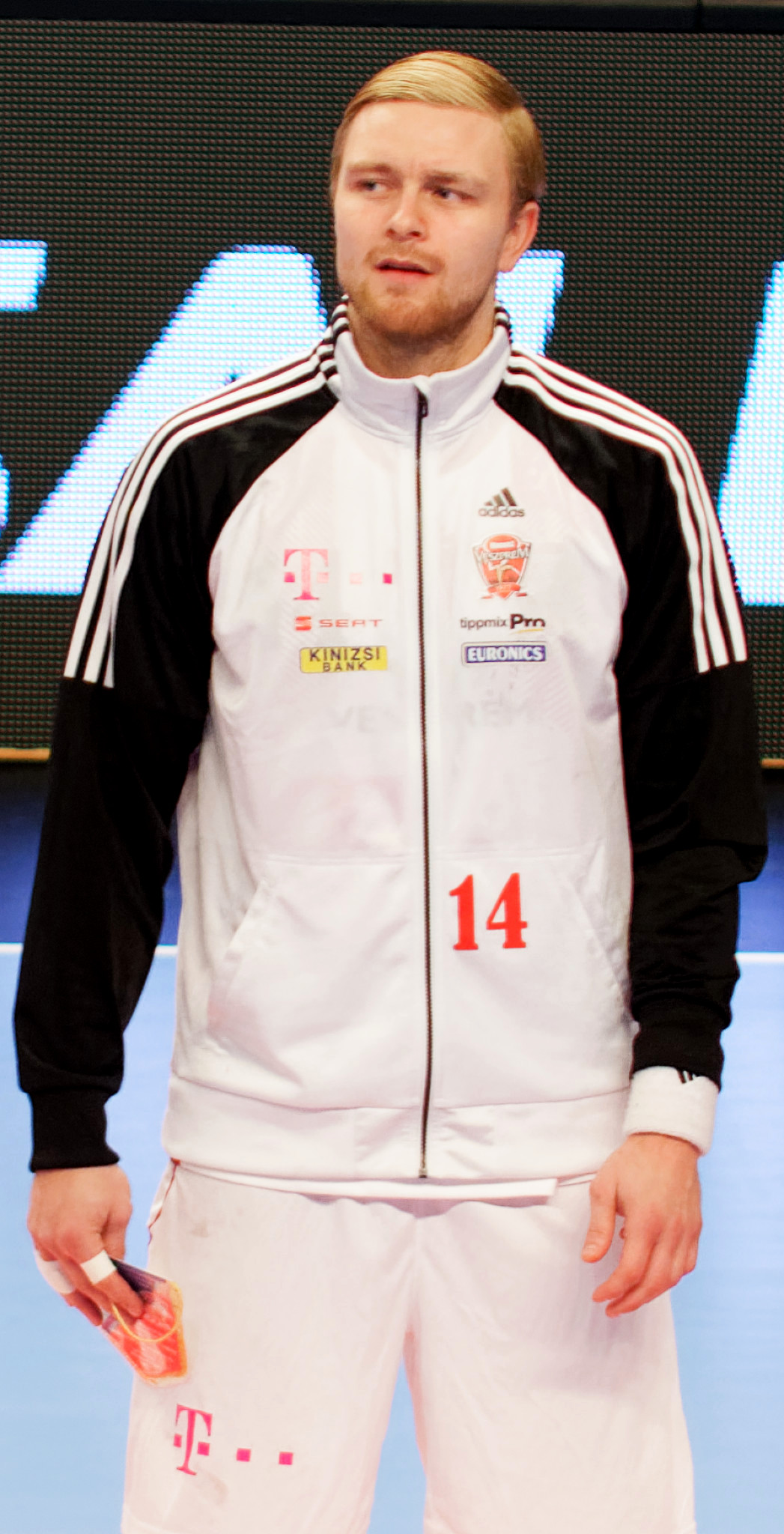
Aron Pálmarsson (* 1990)

- Aron Rafn Eðvarðsson (* 1989), isländischer Handballspieler
- Aron Tiranul († 1597), Herrscher des Fürstentums Moldau
- Aron von Kangeq (1822–1869), grönländischer Maler und Erzähler
- Aron, Arnaud (1807–1890), französischer Rabbiner
- Aron, Arthur (* 1945), US-amerikanischer Psychologe und Hochschullehrer
- Aron, David (1821–1896), deutscher Goldschmied und Juwelier
- Aron, Edith (1923–2020), deutsche Schriftstellerin und Übersetzerin
- Aron, Elaine (* 1944), US-amerikanische Psychologin und Schriftstellerin
- Aron, Erich (1857–1943), deutscher Jurist, Landgerichtsdirektor und Hochschullehrer
- Aron, Haïdy (* 1973), französische Leichtathletin
- Aron, Hans (1881–1958), deutscher Arzt
- Aron, Hermann (1845–1913), deutscher Elektrotechniker
- Aron, Jean-Paul (1925–1988), französischer Philosoph, Journalist und Schriftsteller
- Aron, Lucie (* 1990), französische Schauspielerin
- Aron, Manfred (1884–1967), deutsch-amerikanischer Industrieller
- Aron, Paul (1886–1955), deutscher Pianist, Komponist, Regisseur und Dirigent
- Aron, Paul (* 2004), estnischer Automobilrennfahrer
- Aron, Pavel (* 1928), rumänischer Politiker (PCR)
- Aron, Petru Pavel (1709–1764), Bischof von Făgăraș
- Aron, Pietro, italienischer Komponist und Musiktheoretiker
- Aron, Ralf (* 1998), estnischer Automobilrennfahrer
- Aron, Raymond (1905–1983), französischer Politologe, Soziologe und Publizist
- Aron, Robert (1898–1975), französischer Historiker und Essayist
- Aron, Wilhelm (1907–1933), deutsches NS-Opfer
- AronChupa (* 1991), schwedischer MusikproduzentAronChupa (* 1991)

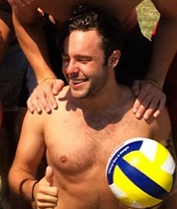
AronChupa (* 1991)

- Arondeus, Helena († 1814), niederländische Schauspielerin
- Arondeus, Johanna Elisabeth († 1822), niederländische Schauspielerin
- Arondeus, Willem (1894–1943), niederländischer Kunstmaler, Schriftsteller und Widerstandskämpfer im Zweiten Weltkrieg
- Arone, Joyce Malebogo (* 1980), botswanische Badmintonspielerin
- Aroneanu, Eugène († 1960), rumänischer Widerstandskämpfer und Autor
- Aronheim, Adolf (1818–1880), deutscher Jurist und Politiker
- Aronheim, Adolf (1881–1943), deutscher Fußballspieler
- Aronheim, Helene (1858–1943), deutsche Wohltäterin jüdischen Glaubens
- Aronheim, Max (1849–1905), deutscher Jurist und Unternehmer
- Aronhold, Siegfried Heinrich (1819–1884), deutscher Mathematiker und Physiker
- Aroni Vigone, Francesco, italienischer Jazzmusiker (Saxophone)
- Aroni, Hanna (* 1933), israelische Sängerin
- Aroni, Samuel (1927–2022), sowjetisch- bzw. moldauisch-US-amerikanischer Bauingenieur und Werkstoffkundler
- Aronica, Gaetano (* 1963), italienischer Schauspieler
- Aronica, Salvatore (* 1978), italienischer Fußballspieler
- Aronin, Lew Solomonowitsch (1920–1982), sowjetischer Schachmeister
- Aronius, Julius (1861–1893), deutscher Historiker und Diplomatiker
- Aronjan, Lewon (* 1982), armenischer Schachspieler
- Aronne, Eleonoro (1799–1887), italienischer Bischof der römisch-katholischen Kirche
- Aronoff, Eve (* 1963), US-amerikanische Judoka
- Aronoff, Kenny (* 1953), US-amerikanischer Schlagzeuger
- Aronoff, Mark (* 1949), kanadischer Linguist und Hochschullehrer
- Aronoff, Max (1905–1981), US-amerikanischer Bratschist und Musikpädagoge
- Aronofsky, Darren (* 1969), amerikanischer Filmregisseur und DrehbuchautorDarren Aronofsky (* 1969)

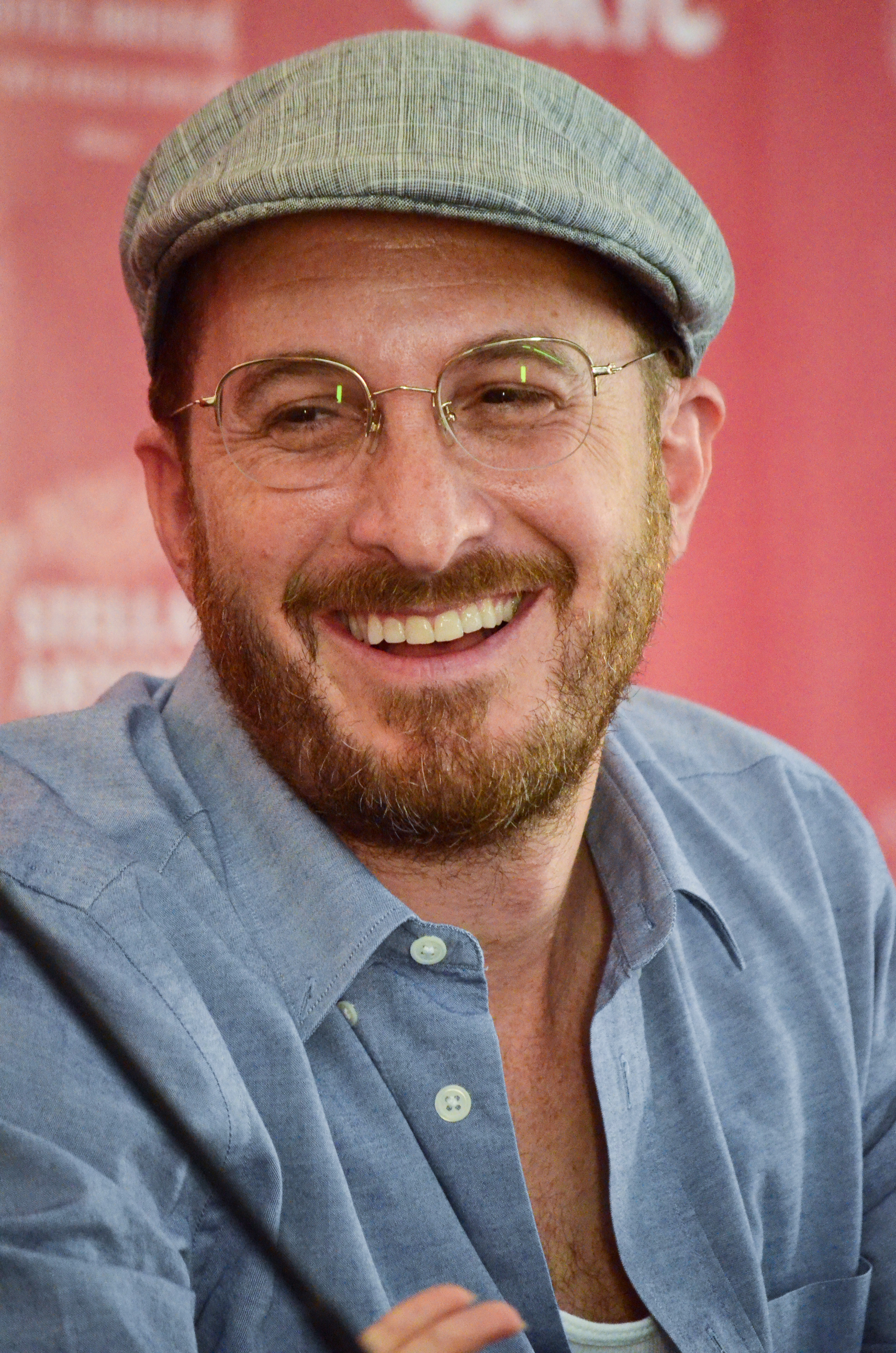
Darren Aronofsky (* 1969)

- Aronov, Ben (1932–2015), US-amerikanischer Jazzpianist
- Aronovich, Ricardo (* 1930), argentinischer Kameramann
- Aronovitz, Sidney M. (1920–1997), US-amerikanischer Jurist und Politiker
- Aronow, Arkadi Girschewitsch (1939–1994), sowjetischer Physiker
- Aronow, Donald Joel (1927–1987), US-amerikanischer Rennbootfahrer, -bereiber und -designer
- Aronowa, Irina (* 1957), kasachische Politikerin
- Aronowicz, Ike (1923–2009), polnisch-israelischer Kapitän
- Aronowitsch, Juri Michailowitsch (1932–2002), israelischer Dirigent
- Aronowitz, Al (1928–2005), US-amerikanischer Musikjournalist
- Aronowitz, Stanley (1933–2021), US-amerikanischer Soziologe und politischer Aktivist
- Arons, Leo (1860–1919), deutscher Physiker
- Arons, Lukas (* 1968), niederländischer bildender Künstler
- Arons, Paul (1861–1932), deutscher Jurist und Bankier
- Arons, Philipp (1821–1902), deutscher Genre- und Porträtmaler
- Aronsen, Edvard Nielsen (* 1966), grönländischer Politiker (Inuit Ataqatigiit)
- Aronsen, Hans (* 1967), grönländischer Politiker (Inuit Ataqatigiit)
- Aronsfeld, Caesar Caspar (1910–2002), britischer Historiker und Journalist deutscher Herkunft
- Aronsohn, Lee (* 1952), Fernsehproduzent und Drehbuchautor
- Aronsohn, Liz (* 1965), US-amerikanische Badmintonspielerin
- Aronsohn, Louis (1850–1928), Bankier und Politiker
- Aronsohn, Max (1854–1939), deutscher Politiker (DDP), Mitglied der verfassunggebenden Preußischen Landesversammlung
- Aronson, Arnold (1911–1998), US-amerikanischer Aktivist und Bürgerrechtler
- Aronson, Elliot (* 1932), US-amerikanischer SozialpsychologeElliot Aronson (* 1932)

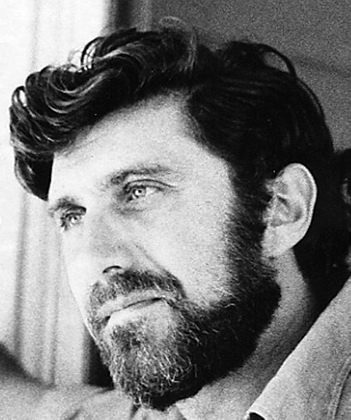
Elliot Aronson (* 1932)

- Aronson, Hans (1865–1919), deutscher Kinderarzt und Bakteriologe
- Aronson, J. Hugo (1891–1978), schwedisch-US-amerikanischer Politiker
- Aronson, Jason, US-amerikanischer Verleger
- Aronson, Jerry (* 1945), US-amerikanischer Filmproduzent, Filmregisseur und Filmschaffender
- Aronson, Josh, US-amerikanischer Filmproduzent, Filmregisseur, Drehbuchautor und Kameramann
- Aronson, Judie (* 1964), US-amerikanische Schauspielerin
- Aronson, Letty (* 1943), US-amerikanische Filmproduzentin
- Aronson, Lev (1912–1988), US-amerikanischer Cellist und Komponist
- Aronson, Lew Abramowitsch (1924–1974), sowjetischer Schachspieler
- Aronson, Linda (* 1950), britisch-australische Schriftstellerin
- Aronson, Meigan, US-amerikanische Physikerin
- Aronson, Naum (1872–1943), französisch-russischer Bildhauer
- Aronson, Samuel (* 1942), US-amerikanischer experimenteller Elementarteilchenphysiker
- Aronson, Shlomo (1936–2020), israelischer Historiker
- Aronson, Stina (1892–1956), schwedische Schriftstellerin
- Aronson, Taylor (* 1991), US-amerikanischer Eishockeyspieler
- Aronson-Rath, Raney, US-amerikanische Fernsehproduzentin
- Aronsson Elfman, Hanna (* 2002), schwedische Skirennläuferin
- Aronsson, Boris Solomonowitsch (1899–1980), ukrainisch-russisch-US-amerikanischer Künstler und Bühnenbildner
- Aronsson, Ivar (1928–2017), schwedischer Ruderer
- Aronsson, Mats (* 1951), schwedischer Fußballspieler und -funktionär
- Aronstein, Louis (1841–1913), deutscher Physiker und Chemiker
- Aronstein, Victor (1896–1945), deutscher Arzt
- Aronszajn, Nachman (1907–1980), polnisch-US-amerikanischer Mathematiker
- Arontzon, Bror (1897–1967), schwedischer Fußballspieler

### Aroo
- Aroonkesorn, Duanganong (* 1984), thailändische Badmintonspielerin

### Arop
- Arop, Marco (* 1998), kanadischer Leichtathlet

### Aror
- Arora Khan, Malaika (* 1973), indisches Model und SchauspielerinMalaika Arora Khan (* 1973)

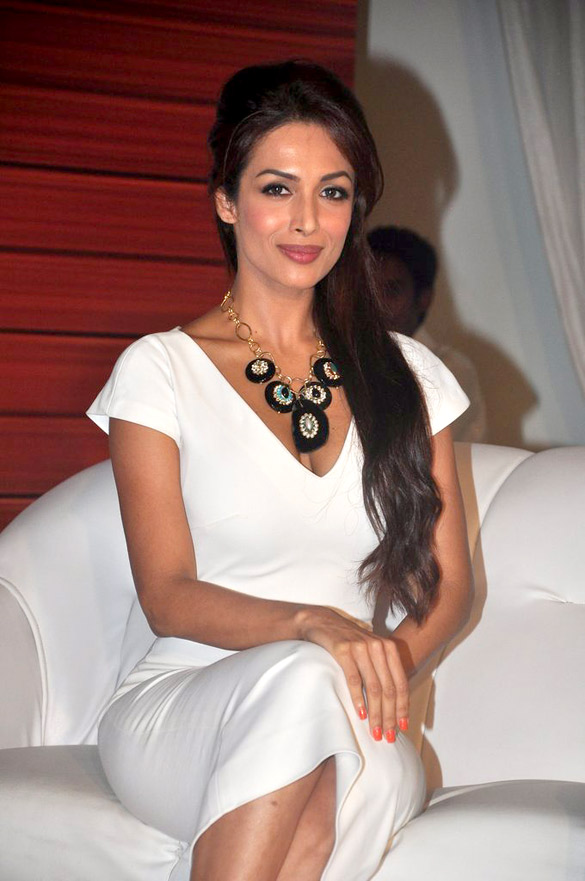
Malaika Arora Khan (* 1973)

- Arora, Amrita (* 1981), indische Filmschauspielerin
- Arora, Deniz (* 1989), deutscher Schauspieler
- Arora, Garima (* 1986), indische Köchin
- Arora, Sanjeev (* 1968), US-amerikanischer theoretischer Informatiker
- Arora, Vardaan (* 1992), US-amerikanischer Sänger, Songwriter und Schauspieler
- Arora, Vijay (1944–2007), indischer Filmschauspieler

### Aros
- Aros, Joaquín (* 1996), chilenischer Fußballspieler
- Aros, Mauricio (* 1976), chilenischer Fußballspieler
- Aroschidse, Lewan (* 1985), georgischer Schachspieler
- Arosemena Alba, Pablo (1836–1920), fünfter Staatspräsident von Panama
- Arosemena Barreati, Juan Demóstenes (1879–1939), 17. Präsident von Panama
- Arosemena Monroy, Carlos Julio (1919–2004), ecuadorianischer Politiker, Staatspräsident Ecuadors
- Arosemena Tola, Carlos Julio (1888–1952), Bankier und Staatspräsident Ecuadors
- Arosemena, Alcibíades (1883–1958), panamaischer Diplomat und Politiker
- Arosemena, Florencio Harmodio (1872–1945), 14. Staatspräsident von Panama
- Arosemena, Otilia (1905–1989), panamaische Hochschullehrerin, Diplomatin, Essayistin und Feministin
- Arosemena, Otto (1925–1984), ecuadorianischer Anwalt und Politiker
- Arosenius, Ivar (1878–1909), schwedischer Maler und Bilderbuchautor
- Arosenius, Per-Axel (1920–1981), schwedischer Schauspieler
- Arosio, Gabriele (1892–1963), italienischer römisch-katholischer Ordensgeistlicher, Apostolischer Präfekt von Neghelli
- Arosio, Marco (1963–2009), italienischer Philosoph
- Aroso, Albino (1923–2013), portugiesischer Arzt und Politiker
- Arossew, Alexander Jakowlewitsch (1890–1938), russisch-sowjetischer Schriftsteller, Politiker und Diplomat
- Arossewa, Olga Alexandrowna (1925–2013), russische Schauspielerin
- Aróstegui, Luis (* 1939), spanischer karmelitischer Ordensgeistlicher

### Arot
- Arotxa (* 1958), uruguayischer Zeichner und Karikaturist

### Arou
- Arouaissa, Inès (* 2001), französisch-marokkanische Fußballtorhüterin
- Arouca (* 1986), brasilianischer Fußballspieler
- Arouch, Mohamed El (* 2004), französisch-marokkanischer Fußballspieler
- Arouch, Salamo (1923–2009), griechisch-israelischer Boxer und Überlebender des Holocaust
- Arouna Sidikou, Hamidou (1946–2015), nigrischer Geograph und Politiker
- Arouna, Idrissa (* 1926), nigrischer Offizier, Politiker und Diplomat
- Arouna, Youssouf, beninischer Fußballspieler
- Arounian, Marcela (* 2000), brasilianische Handballspielerin
- Arouri, Saleh al- (1966–2024), palästinensischer TerroristSaleh al-Arouri (1966–2024)

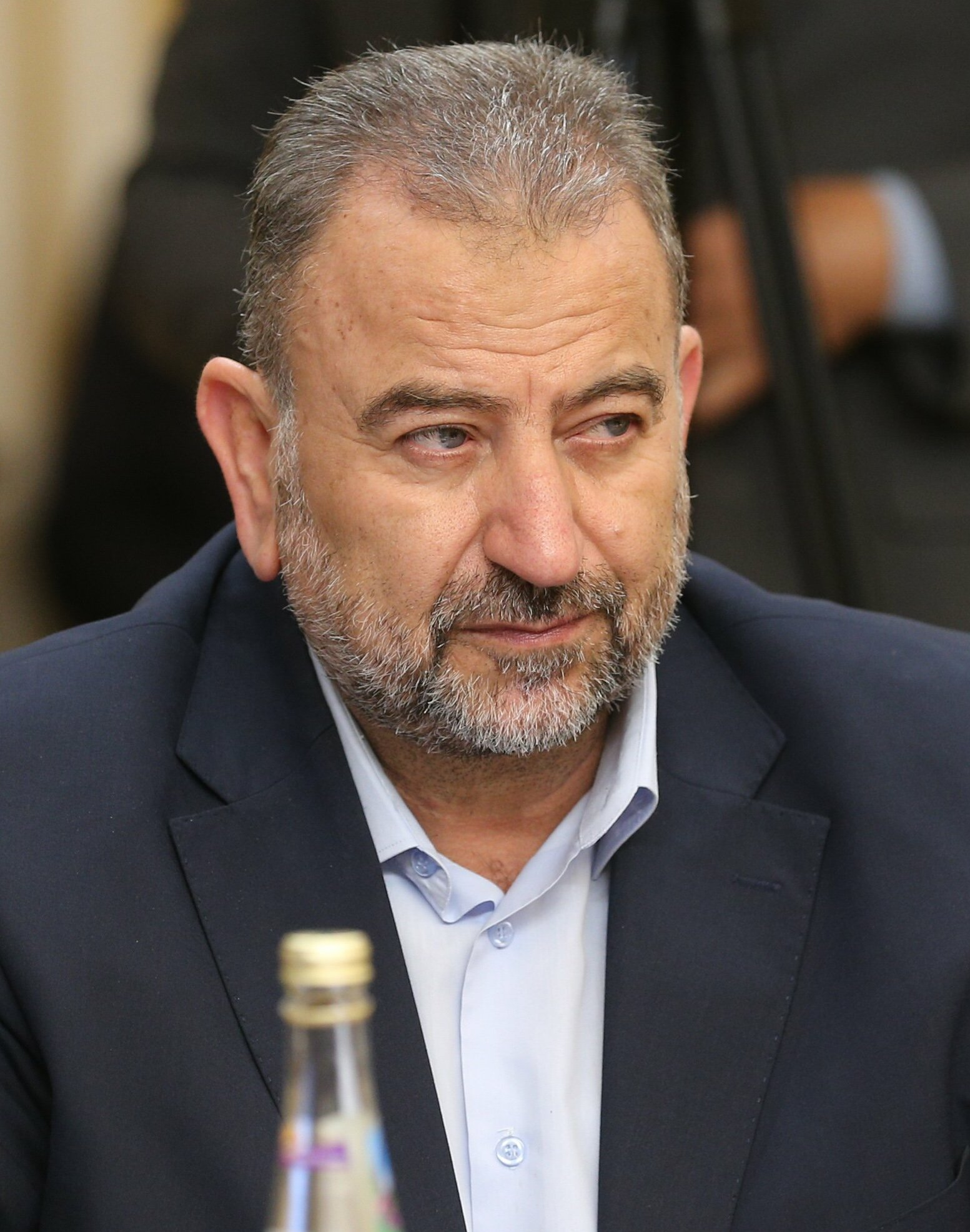
Saleh al-Arouri (1966–2024)

### Arov
- Arovane (* 1965), deutscher Electronica-Musiker

### Arow
- Arowolo, Emmanuel (* 1997), nigerianischer Sprinter

### Aroy
- Aroyo, Mira (* 1977), bulgarisch-britische Musikerin

### Aroz
- Arozarena, Rafael (1923–2009), spanischer Schriftsteller
- Aroztegui, Ildefonso (1916–1988), uruguayischer Architekt
- Aróztegui, Manuel (1888–1938), uruguayischer Tangopianist und Komponist